# Distrito de Panchkula
Panchkula (en hindi; पंचकुला़ जिला ) es un distrito de India en el estado de Haryana. Código ISO: IN.HR.PK.
Comprende una superficie de 816 km².
El centro administrativo es la ciudad de Panchkula.

## Demografía
Según censo 2011 contaba con una población total de 558 890 habitantes.